# Mercedes-Benz Intouro
Mercedes-Benz Intouro — серия туристических автобусов Mercedes-Benz, серийно выпускаемых с 1999 года.

## История
Первый прототип был представлен в 1999 году в виде 12-метрового туристического автобуса в высоком наземном (RH) и высоком палубном исполнении (RHD). Он был основан на Comfort Class 300 от Setra и предлагался только в Восточной Европе и на Ближнем Востоке. Семью годами позднее был представлен второй прототип в виде недорогой альтернативы Integro. Он предназначается для регулярных, экскурсионных и трансферных пассажирских перевозок. С 2012 года он доступен в других странах Западной Европы, а также Германии, Австрии и Швейцарии вместо Conecto. В середине 2020 года автобус получил подтяжку переда.